# In Jungle Wilds
In Jungle Wilds è un cortometraggio muto del 1916 diretto da L.W. Chaudet (Louis Chaudet). Prodotto dalla Selig Polyscope Company, il film aveva come interpreti Dick La Reno, Miss McDonald, George Larkin, Will Machin.

## Produzione
Il film fu prodotto dalla Selig Polyscope Company.

## Distribuzione
Distribuito dalla General Film Company, il film - un cortometraggio in una bobina - uscì nelle sale cinematografiche statunitensi il 16 settembre 1916.